# Guy Môquet
Guy Prosper Eustache Môquet (26. dubna 1924 Paříž – 22. října 1941 Châteaubriant) byl francouzský student, popravený za účast v odbojovém hnutí.
Narodil se v 18. pařížském obvodu a studoval na Lycée Carnot (jeho spolužákem byl Gilles Deleuze). Jeho otec Prosper Môquet byl poslancem za Parti communiste français a v roce 1939 byl uvězněn.
Po okupaci Francie se Guy zapojil do ilegální činnosti mladých komunistů a 13. října 1940 byl za distribuci letáků zatčen ve stanici metra Gare de l'Est. Byl vězněn ve Fresnes a pak v táboře Camp de Choisel.
V Nantes byl 20. října 1941 zastřelen odbojáři německý velitel departementu Karl Hotz. Jako odvetu Němci o dva dny později popravili v Châteaubriant 27 vězňů včetně sedmnáctiletého Môcqueta.
V Besançonu po něm byla pojmenována partyzánská skupina Groupe Guy Môquet. Od roku 1946 nese jeho jméno stanice na třinácté lince pařížského metra. Posmrtně mu byla udělena Medaile francouzského odporu a Řád čestné legie. Louis Aragon napsal o smrti Môqueta a jeho druhů báseň La rose et le réséda. Byl o něm natočen životopisný film Guy Môquet, un amour fusillé s Théo Friletem v hlavní roli. Ve filmu Volkera Schlöndorffa Ticho na moři Môqueta hraje Léo-Paul Salmain.
V roce 2007 prezident Nicolas Sarkozy navrhl, aby se ve výroční den Môquetovy popravy četl ve všech francouzských školách jeho dopis na rozloučenou. Proti tomuto požadavku se však postavili historikové i vedení mnoha škol. Sarkozyho projev byl označován za populistické gesto, které mu mělo získat podporu levice; povinné čtení dopisu by podle kritiků také narušilo politickou neutralitu francouzského školství. Zdůrazňovala se také skutečnost, že Guy Môquet jako disciplinovaný komunista nebojoval za svobodu francouzského národa, ale za diktaturu proletariátu.